# 현소환
현소환(玄昭煥, 1937년 8월 1일 ~ 2018년 7월 28일)은 연합통신 사장을 역임한 언론인이다. 현재는 방송콘텐츠진흥재단 이사장이다. 본관은 연주이며, 대구 출신이다.

## 생애
서울대학교 정치학과 학사 출신인 그는 대한민국 해병대 간부후보 30기 출신이기도 하며 예비역 대한민국 해병 중위이다.
1965년 언론계에 동양통신 외신부 기자로 입사하여, 1980년 언론통폐합때 연합통신의 흡수 출범하여, 1991년부터 1997년까지 연합통신 사장을 역임하였다.
1995년 6월에서 같은 해 1995년 12월까지 자유민주연합 특임촉탁위원 직위를 지낸 그는 1996년 국제언론인협회(IPI) 종신회원이 됐고, 2005년 5월에는 본부이사가 됐다.
그는 2004년부터 인터넷매체 뉴스앤뉴스의 대표이사로 있다. 해병대청룡회 회장을 지냈다.
연합통신 사장 재직 당시 YTN 설립에 관여했지만 이후 김영삼 전 대통령의 차남 김현철씨가 YTN 초대 사장에 김우석 전 건설교통부 장관을 앉히기 위해 현소환 당시 연합통신 사장에게 사퇴 압력을 가했다는 의혹이 제기됐다.
2011년 방송콘텐츠진흥재단 이사장, 뉴라이트 계열의 뉴스앤뉴스 대표이사, 국제언론인협회(IPI) 종신위원이다.
2018년 7월 28일 숙환으로 사망하였다.
고인의 대구 하빈면에 설봉 현소환 선생의 송덕비를 제막되었다.

## 저서
- 현소환 평전